# Matteo Martini
Matteo Martini (Livorno, 25 agosto 1992) è un cestista italiano.